# Пономарёв, Дмитрий Григорьевич
Дмитрий Григорьевич Пономарёв (3 ноября 1908, Архангельск — 26 декабря 1982, Ленинград) — советский моряк-подводник, участник советско-японской войны 1945 года. Герой Советского Союза.

## Биография
Окончил Архангельское мореходное училище в 1929 году. Плавал штурманом на судах торгового флота.
30 октября 1930 года был призван в РККА, служил красноармейцем в 32-м стрелковом полку Приволжского военного округа.
30 октября 1931 года уволен в запас.
С 13 октября 1933 года по март 1935 года слушатель учебного отряда подводного плавания имени С. М. Кирова.
С марта по апрель 1935 года помощник командира подводной лодки Щ-118, 5 МБ Тихоокеанского флота.
С апреля 1935 года по август 1938 года командир подводной лодки Щ-131, 5 МБ Тихоокеанского флота.
С августа 1938 года по 29 июля 1939 года командир 33-го дивизиона подводных лодок 5 МБ Тихоокеанского флота.
С 29 июля по ноябрь 1939 года командир подводной лодки Щ-120 31-го дивизиона подводных лодок Тихоокеанского флота.
С ноября 1939 года по 2 апреля 1940 года начальник 2-го отдела штаба 5 Базы подводных лодок Тихоокеанского флота.
С 2 апреля 1940 года командир Петропавловской военно-морской базы Тихоокеанского флота.
Участник советско-японской войны 1945 года. Во время Курильской десантной операции капитан 1 ранга Д. Г. Пономарев в короткие сроки подготовил и в сложных погодных условиях осуществил переход морем, произвел высадку десанта на сильно укреплённые противником острова Шумшу и Парамушир, организовал подавление вражеских опорных пунктов и огневых точек. За успешное проведение этой операции приказом от 14 сентября 1945 года Д. Г. Пономареву было присвоено звание Героя Советского Союза.
В 1946 году Д. Г. Пономарев окончил академические курсы.
С 1954 года — в запасе. Жил в Ленинграде. Работал инструктором пожарной профилактики профессиональной пожарной охраны Московского района Ленинграда.
Скончался 26 декабря 1982 года в Ленинграде.

## Награды и звания
- Герой Советского Союза (14.09.1945)
- Орден Ленина (14.09.1945)
- Орден Красного Знамени
- Орден Отечественной войны 1-й степени
- Два ордена Красной Звезды
- Медали СССР